# Стюарт (кратер)
Вижте пояснителната страница за други значения на Стюарт.
Стюарт е малък лунен ударен кратер, който лежи на североизток от Mare Spumans, малко лунно море, което се намира на източния лимб на Луната. На север се намира кратерът Поморцев, а на югозапад пълният с лава Дубаго. Преди да му бъде дадено това означение от Международният астрономически съюз, кратерът се е означавал като Дубаго Q. Стюарт е кръгъл кратер с нисък външен ръб. Кратерът няма геоложки особености на дъното.